# 1387

## Събития
Християнски войски побеждават султан Мурад в битката при Плочник.

## Родени
- 9 август – Хенри V, крал на Англия